# والریا خانینا
والریا خانینا (اوکراینی: Валерія Дмитрівна Ханіна؛ زادهٔ ۱۳ آوریل ۱۹۹۹) ژیمناست ریتمیک اهل اوکراین است.